# 八仙洞遺址
八仙洞遺址，俗稱八仙洞，位於台灣台東縣長濱鄉省道台11線公路旁的海蝕洞群，是臺灣著名的旅遊景點、考古遺址，為舊石器時代之長濱文化的代表。在2006年，被中華民國政府指定為國定遺址。

## 地理環境
八仙洞位於長濱鄉三間村水母丁，位於水母丁溪的南岸。整個結構高約380公尺。外觀呈巨大岩石的山巖，面海之峭壁上有數十個被海水沖蝕而成的洞穴，約分佈在130公尺的高度範圍內。
垂直於地面的節理而發育的古海蝕洞是其特色之一，因地盤隆起，今高出海平面23公尺。洞口有靈巖洞、觀音洞、地藏洞、潮音洞、水濂洞、永安洞、海雷洞、乾元洞、潮辰洞、崑崙洞、菩提洞、土地洞、朝陽洞、龍舌洞、燕子洞及六座無名洞，這些洞穴大致有兩種外型，一種是直立形，另一種是橫向半圓形。

## 遺址發現
1969年，台大地質學系教授林朝棨進行地質調查時，發現史前文化堆積層。同年底，台大考古人類學系教授宋文薰率領台大考古隊進行發掘，發現舊石器時代石器，因此後續考古學家李濟依此地地名，將該史前文化命名為長濱文化 。此後，做過五次考古發掘。發掘結果不但找到了屬於新石器時代的文化層，而且在洞穴堆積的底層發現非常豐富的舊石器時代先陶文化。宋文薰認為，八仙洞發現的舊石器時代族群來自中國大陸，在冰河期時由中國華南遷到台灣。瑞士籍傳教士艾格理認為八仙洞遺址的族群，不是來自中國大陸，而是屬於南島語系。。
1980年，黃士強、劉益昌地表調查。
1990年8月，進行臺灣地區史前考古資料調查研究計畫調查。
1997年3月，進行台閩地區考古遺址普查計畫地表調查。
2009年起，臧振華主持為期三年「台東縣長濱鄉八仙洞遺址調查研究計畫」，中研院史語所考古隊發現了10處新的洞穴，使八仙洞的洞穴數目達到廿四處，這是新發現之一。另外，在五十七處地點進行岩心鑽探及七處洞穴探掘，發現了大量舊石器與新石器時代的遺物。

### 舊石器文化
長濱文化是迄今在台灣所發現最古老的文化，是一個以漁獵採集為生的隊群社會，人口不多，主要居住在海邊的洞穴及岩蔭，不知農耕，不會製陶，以敲擊的方式製作石器。長濱文化的年代最早可以推到距今約3萬年以上。長濱文化在台灣東海岸一直持續到距今5,000年前後忽然消失，而且與以後普遍發現於台灣全島的各史前文化層之間，找不到可以連繫的關係，也就是說，本島的新石器時代，乃至金屬器時代的文化，並不是從長濱文化逐步演變發展出來的。
八仙洞遺址遺物出自潮音、海雷、乾元及崑崙等海蝕洞穴底層，出土器物以石器為主，屬礫石工業砍伐器傳統，以石英、石英岩、玉髓、燧石與鐵石英等製成的小型刮削器、刀形器等為主，石器類型以石片器佔多數。此外，考古學家也發現各類形的小型尖器和骨針、骨尖器、骨魚鉤等日常工具與漁獵工具。同時並發現了火塘、魚骨等生活遺留物。
從這些器物來推斷，住在該遺址的人類，是將天然的石頭打破，之後使用碎掉之石片的鋒利邊緣，用來擔任切肉、割魚、刮掉獸皮上的脂肪、砍樹及削木頭等工作。他們也會把動物的骨頭削尖磨利，作成魚叉與釣鉤來捕魚，或者用動物骨頭做的針縫衣服。
在洞穴的舊石器時代文化層之上，經過一段長時間無人居住的空白地層之後，新石器時代晚期則開始擁有農業技術。它們不但使用精緻磨製的石器和紅陶器，同時也選擇了這些洞穴作為他們的居所，而在洞穴裡留下一層新石器時代晚期的文化層。

### 新石器文化
林朝棨教授發現八仙洞的史前文化時，便注意到新石器文化層。然而對於遺址內的新石器一直缺乏進展。2008年臧振華進行調查發掘時，判斷主要文物為麒麟文化，部分細蛇紋陶器可能屬於富山文化。

### 金屬器文化
2008年臧振華進行發掘時，找到硬陶與琉璃珠等金屬器時期文化，判斷主要文物屬於靜浦文化。

## 洞中寺廟
八仙洞因地靈人傑，曾有修道者於洞中建立寺廟奉祀神佛，全盛時期達十處，包括：
- 靈巖洞：八仙洞第一洞，是最大的一洞，洞中有靈巖寺，日治時代時建寺，主祀觀世音菩薩，另祀有西方三聖、釋迦牟尼、善財龍女、韋馱伽藍等。
- 觀音洞：位於靈巖洞附近，奉祀觀世音菩薩。
- 地藏洞：同樣位於靈巖洞附近，祀地藏菩薩。
- 潮音洞：八仙洞第二洞，寺廟規模最大的一洞，同樣也是日治時期即已存在，主祀三寶佛，陪祀千手觀音、韋馱伽藍，屬曹洞宗佛寺。
- 永安洞：八仙洞第三洞，同樣奉祀三寶佛與千手觀音。
- 海雷洞：八仙洞第四洞，建有弎仙廟，主祀孔明仙翁、袁天罡仙翁、华佗仙翁，陪祀觀世音菩薩、土地公及洞神。
- 乾元洞：八仙洞第五洞，主祀南極仙翁與八仙，另祀有許多神祇。因廟體建於洞外，於1995年公地放領時取得土地產權。
- 崑崙洞：八仙洞第七洞，海拔最高的一洞，設有簡易神壇。
- 水濂洞：八仙洞第十洞，位於潮音洞附近，有神桌奉祀神像。
- 土地洞：八仙洞第十一洞，位於水濂洞旁，祭祀土地公。

由於八仙洞被劃為國定遺址，臺東縣政府於數十年來陸續拆除洞中寺廟，並以佔用國土為由收回靈岩洞和潮音洞，分別在2017年7月和11月完成強制拆除，今八仙洞內幾乎已無任何宗教設施；而乾元洞因產權屬私有，成了唯一倖存的寺廟。

## 交通資料

### 客運
由台東搭往靜浦的鼎東客運海線班車，在八仙洞下車。

### 自行駕駛
從台東市沿中華路北行，過中華大橋，接11號省道，經富岡、東河、成功至長濱，由長濱再行9.5公里可抵八仙洞，全程共約92.1公里。

### 腳註
1. ↑  盧太城. . 中央社. 2016-08-27  [2016-08-27]. （原始内容存档于2016-08-28）.

### 文獻
- 劉益昌主持，1996，埋藏的家園：細說東海岸的史前遺址 八仙洞，見台灣史前文化 [online]。台北：中央研究院文化資訊站。[引用於2004年11月4日]。
- 台東縣馬蘭國民小學，2002，長濱文化 [online]。台東：台東縣馬蘭國民小學。[引用於2004年11月4日]。
- 葉美珍，nd，認識史前館的教育資源：臺灣史前史 [online]。台東：國立台灣史前文化博物館。[引用於2004年10月13日]。
- 八仙洞遺址 發現舊石器火塘, 自由時報, 2009-07-24
- 臧振華主持，《臺東縣長濱鄉八仙洞遺址調查研究報告（第一年）研究報告》（臺東：臺東縣政府委託執行，2009）
- 臧振華主持，《臺東縣長濱鄉八仙洞遺址調查研究報告（第二年）研究報告》（臺東：臺東縣政府委託執行，2011）
- 臧振華主持，《臺東縣長濱鄉八仙洞遺址調查研究報告（第三年）研究報告》（臺東：臺東縣政府委託執行，2013）
- 東台灣熱門最佳去處，1999，戶外生活圖書股份有限公司。

## 外部連結
- 中央研究院（页面存档备份，存于）
- 台東縣馬蘭國民小學全球資訊網
- 文化部文化資產局——八仙洞考古遺址（页面存档备份，存于）
- 國立台灣史前文化博物館（页面存档备份，存于）